# مایکل لینتون
مایکل لینتون (به انگلیسی: Michael Lynton) (زاده ۱ ژانویه ۱۹۶۰) کارآفرین، بازرگان و مدیر ارشد اجرایی آمریکایی است، که در حال حاضر به‌عنوان مدیر عامل اجرایی و رییس هیئت مدیره شرکت سونی پیکچرز فعالیت می‌کند. وی همچنین به‌طور همزمان مدیرعاملی شرکت‌های سونی میوزیک و انتشارات موسیقی سونی/ای‌تی‌وی را نیز برعهده دارد.